# رائد الجهنی
رائد الجهنی (انگلیسی: Raed Al-Johani؛ زادهٔ ۱۰ ژوئن ۱۹۸۷) یک ورزشکار اهل عربستان سعودی است.
از باشگاه‌هایی که در آن بازی کرده‌است می‌توان به باشگاه فوتبال الانصار عربستان سعودی، باشگاه فوتبال نجران عربستان سعودی، و باشگاه فوتبال الشعله عربستان سعودی اشاره کرد.